# امیرشهاب رضویان
امیرشهاب رضویان (زاده ۴ خرداد ۱۳۴۴ در همدان) کارگردان و فیلم‌نامه‌نویس ایرانی است. وی فرزند رابعه مدنی بازیگر سینما است.

## زندگی
وی فیلمسازی را با ساخت فیلم‌های کوتاه شروع کرد از سال ۱۳۵۹ در سینمای آزاد همدان مشغول به کار شد.
وی حدود چهل فیلم کوتاه و شش فیلم بلند در کارنامه خود دارد.
وی برای ساخت فیلم سومش مینای شهر خاموش برنده سیمرغ بلورین بهترین کارگردانی از بیست و پنجمین جشنواره فیلم فجر شده‌است.
فیلم چهارم وی تابستان عزیز برنده پروانه زرین بهترین فیلمنامه، بهترین تصویربرداری، جایزه ویژه هیئت داوران و جایزه شورای شهر همدان از بیست چهارمین جشنواره فیلم کودکان و نوجوانان همدان مهرماه ۱۳۸۹ و برنده تندیس سیمین چهلمین دوره جشنواره فیلم رشد آبان ماه ۱۳۸۹ شده‌است.
فیلم ششم وی سفر زمان برنده پروانه زرین بهترین جلوه‌های بصری و برنده جایزه ویژه صندوق کمک به کودکان سازمان ملل متحد یونیسف از بیست و هفتمین دوره جشنواره فیلم کودکان و نوجوانان اصفهان مهرماه ۱۳۹۲ شده‌است.
وی سابقه بازیگری در فیلم استراحت مطلق را نیز در کارنامه هنری خود دارد.

## فهرست فعالیت‌ها
- سفر مردان خاکستری (۱۳۷۹, نویسنده و کارگردان)
- تهران ساعت ۷ صبح (۱۳۸۱, طرح اولیه و کارگردان)
- مینای شهر خاموش (۱۳۸۵, نویسنده، کارگردان، تهیه‌کننده)
- تابستان عزیز (۱۳۸۸)[۲]
- روزی که مینا گم شد (۱۳۹۰)
- سفر زمان (۱۳۹۱)
- استراحت مطلق (۱۳۹۳, بازیگر)
- در پیکر (۱۳۹۳ بازیگر)
- یک دزدی عاشقانه (۱۳۹۴, نویسنده و کارگردان،)
- ترانه ای عاشقانه برایم بخوان (۱۳۹۷, تهیه‌کننده)
- قلعه عشق (۱۳۹۷، تهیه کننده)
- خانه ارواح[۳] (۱۳۹۹، تهیه‌کننده)
- برهوت (۱۴۰۲، بازیگر)